# Sebastián Córdova
Sebastián Córdova, né le 12 juin 1997 à Aguascalientes au Mexique, est un footballeur international mexicain jouant au poste de milieu offensif aux Tigres UANL.

## Biographie

### En club
Né à Aguascalientes au Mexique, Sebastián Córdova est formé par le Club América. Mais c'est avec l'Alebrijes de Oaxaca (en), où il est prêté en 2016 qu'il fait ses débuts. Il ne joue cependant que deux matchs avec ce club.
Il fait sa première apparition avec l'équipe première du Club América le 15 mars 2018, lors d'une rencontre de Ligue des champions de la CONCACAF face au Tauro FC. Son équipe s'impose sur le score de trois buts à un ce jour-là.
En juin 2018 il est à nouveau prêté, cette fois au Club Necaxa.
Il est ensuite de retour dans son club formateur où il devient régulièrement titulaire dans le 11 de départ de Miguel Herrera.
En janvier 2022, Sebastián Córdova rejoint les Tigres UANL. Le transfert est annoncé le 21 décembre 2021 et il s'engage pour un contrat courant jusqu'en décembre 2025. 
Il inscrit son premier but pour Tigres le 17 avril 2022, lors d'une rencontre de championnat face au Deportivo Toluca. Il est titularisé et son équipe s'impose par trois buts à zéro.
Le 26 avril 2023, Córdova est buteur de la demi-finale aller de la Ligue des champions de la CONCACAF 2023 face au Club León, contribuant ainsi à la victoire de son équipe par deux buts à un. Son équipe est toutefois battue au match retour le 4 mai 2023 et donc éliminée de la compétition (3-1 score final).
Le 23 septembre 2024, Córdova donne la victoire à son équipe en étant l'unique buteur de la partie face au FC Juárez lors d'une rencontre de championnat. 

### En sélection
En octobre 2019 Sebastián Córdova est appelé par le sélectionneur de l'équipe nationale du Mexique, Gerardo Martino où il est pressenti pour commencer la rencontre face à Trinité-et-Tobago et il honore sa première sélection face à cette équipe le 3 octobre 2019. Pour cette rencontre, il est titularisé au poste de milieu central, et le Mexique s'impose par deux buts à zéro. Il inscrit son premier but lors de sa quatrième sélection sous le maillot Tricolor face aux Bermudes le 20 novembre 2019 (victoire 2-1 du Mexique) sur une passe de Orbelín Pineda.
Córdova arrive en demi-finale du tournoi Maurice Revello avec l'équipe des espoirs du Mexique en 2019, 

## Palmarès

### En club
Club América
- Vainqueur de la Coupe du Mexique en Clausura 2019
- Vainqueur de la Supercoupe du Mexique en 2019
- Finaliste de la Campeones Cup en 2019
- Finaliste de la Ligue des champions en 2021

 Club Necaxa
- Vainqueur de la Supercopa MX en 2018

 Tigres UANL
- Champion du Mexique en Clausura 2023

### En sélection
Mexique
- Finaliste de la Ligue des nations en 2019-2020